# フレデリック・ボック
フレデリック・カール・ボック（Frederick Carl Bock , 1918年1月18日 - 2000年8月25日）は、アメリカ合衆国空軍の軍人。最終階級は少佐。長崎市に原子爆弾を投下した作戦において観測機B-29グレート・アーティストを操縦した。
ミシガン州グリーンビル生まれ。1939年にシカゴ大学を卒業した後、哲学を専攻するために大学院に入った。その後、陸軍航空隊に入隊しパイロットとなった。1944年12月に第509混成部隊に配属となった。
長崎市への原子爆弾投下作戦においては、観測機を操縦することとなったが、爆弾投下機を操縦することとなったチャールズ・スウィーニー少佐の通常の搭乗機であるB-29グレート・アーティストにすでに観測機材が取り付けられていたため、搭乗機を交換する形で、ボックがグレート・アーティストに搭乗し、ボックの名前から名付けられたB-29ボックスカーが原爆投下機として使用される事となった。
原爆投下作戦の成功により空軍殊勲十字章（Distinguished Flying Cross ） 、航空勲章（Air Medal ）を受章。少佐に昇進した。
除隊後はシカゴ大学に戻り、遺伝学と数理統計学の博士号を取得した。
長崎市への原子爆弾投下作戦時に、グレート・アーティストに同乗したニューヨーク・タイムズ誌の記者ウィリアム・ローレンスからは、「無造作で落ち着き払っていた」と評されている。